# Helmut Markwort

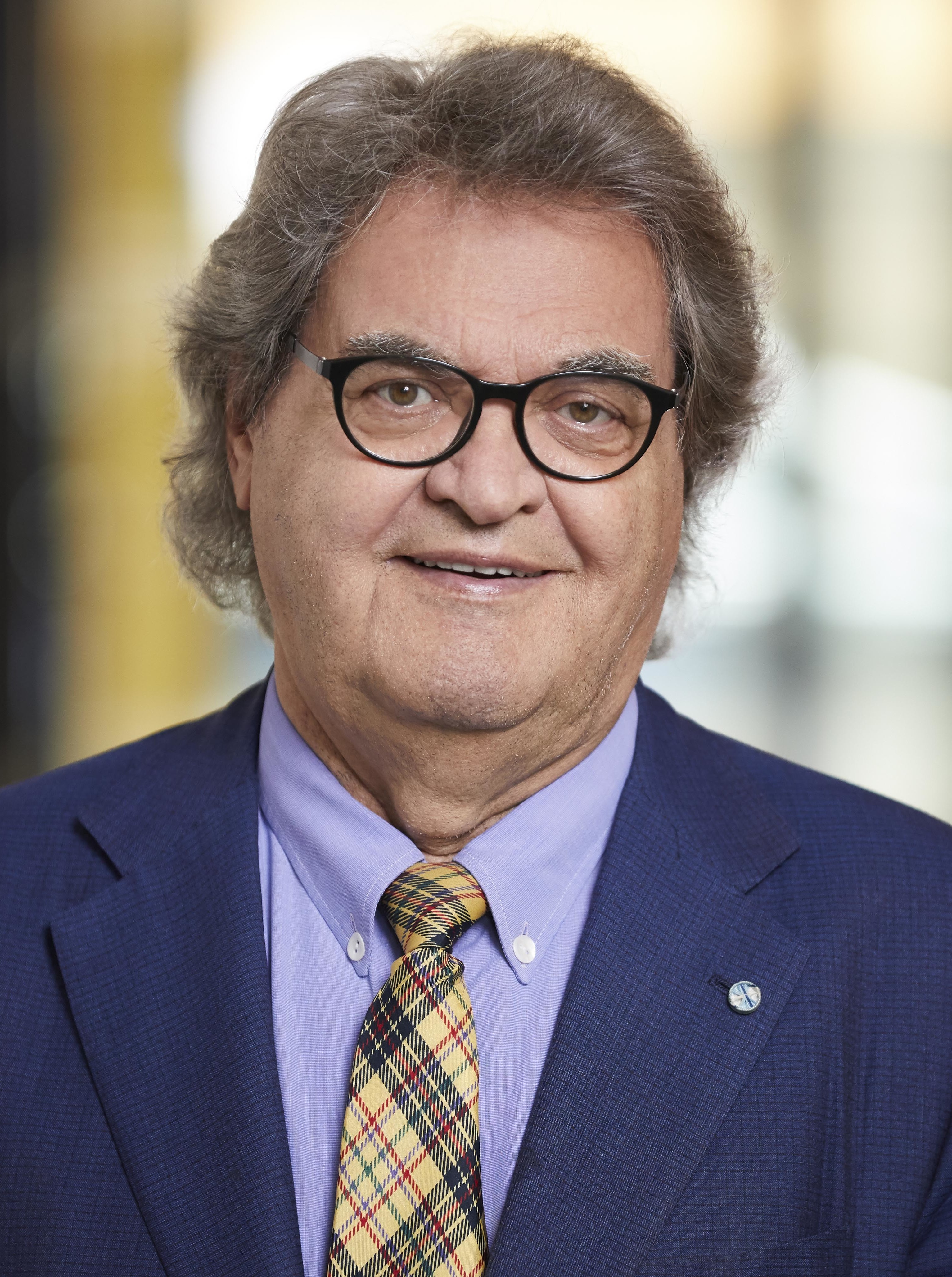
Helmut Markwort (2019)

Helmut Markwort (* 8. Dezember 1936 in Darmstadt) ist ein deutscher Journalist, Schauspieler, Medienunternehmer und Politiker (FDP). Er entwickelte das Konzept des Magazins Focus mit, war von 1993 bis 2010 dessen Herausgeber und wurde danach dessen Mitherausgeber. Zudem übernahm er Führungspositionen in verschiedenen Firmen des Burda-Konzernes. Von 2018 bis 2023 war er Mitglied des Bayerischen Landtages.

## Leben

### Jugend
Markwort wurde als Sohn des Justizamtmanns August Markwort und dessen Frau Else, geb. Volz, in Darmstadt geboren. Im Zweiten Weltkrieg kam seine Familie bei Verwandten in Rodach unter. Dort besuchte er die Volksschule, für zwei Jahre das Gymnasium Casimirianum in Coburg und legte das Abitur am humanistischen Ludwig-Georgs-Gymnasium in Darmstadt ab.

### Journalismus
Nach einer journalistischen Ausbildung 1955/1956 war Markwort von 1956 bis 1966 im Lokaljournalismus bei verschiedenen Zeitungen in Darmstadt, Wuppertal, Nürnberg und Düsseldorf tätig, schrieb für Die Zeitung des Verlegers Waldemar Schweitzer und stand der Düsseldorfer stern-Redaktion vor.
1966 bis 1970 leitete er die Programmzeitschrift Bild+Funk, danach wechselte er zu Gong (1970–1991). Markwort entwickelte während der Tätigkeit beim Gong Printmedien wie die aktuelle und Ein Herz für Tiere.
Von 1985 bis 1991 war Markwort Geschäftsführer von Radio Gong 2000 und wurde 1985 geschäftsführender Gesellschafter der Medienpool GmbH, die sich 1988 an Antenne Bayern beteiligte.

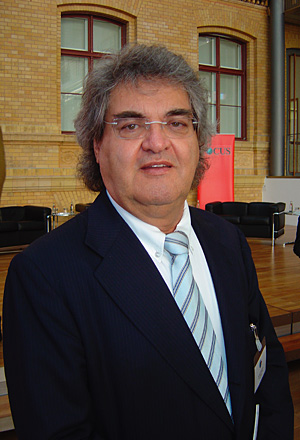
Helmut Markwort (2005)

Im Juni 1992 wechselte Markwort zu Hubert Burda Media. Als Vorstandsmitglied prägte er die Schweriner Volkszeitung und ab 1993 als Chefredakteur das Nachrichtenmagazin Focus, das als Alternative zum Spiegel konzipiert wurde. Focus erzielte eine relativ hohe Auflage und wurde durch das Wirtschaftsblatt Focus Money, dessen Herausgeber er von 2001 bis 2011 war, sowie Focus TV, dessen Geschäftsführer er von 1996 bis 2010 war, Focus Schule, dessen Herausgeber er von September 2004 bis Dezember 2016 war, und Focus Online ergänzt. Der Werbespruch des Focus „Fakten, Fakten, Fakten und immer an die Leser denken“ wurde zum geflügelten Wort. Dieser wurde vom Karikaturisten Olaf Schwarzbach im Berliner Stadtmagazin Zitty als „Ficken, Ficken, Ficken“ humoristisch verarbeitet. Nach einer Klage von Markwort gegen die Zeitschrift, die zu einer Zahlung von 15.000 Mark Schmerzensgeld verurteilt wurde, druckte das Satiremagazin Titanic die Karikatur nach. Dies zog eine schließlich erfolglose Klage seitens Markworts nach sich.
Seit 1994 hat Markwort die Position des alleinvertretungsberechtigten Geschäftsführers der Burda Broadcast Media GmbH inne. Von Dezember 2001 bis Juli 2004 war er Aufsichtsratsvorsitzender der TOMORROW FOCUS AG. Von Juni 2002 bis Herbst 2010 war er Aufsichtsratsvorsitzender der Playboy Deutschland Publishing.
Markwort zog sich im Herbst 2010 als Focus-Chefredakteur zurück. Sein Nachfolger wurde Wolfram Weimer, der vom politischen Magazin Cicero kam. Markwort war bis Ende 2016 Herausgeber von Focus. Von Jahresbeginn 2013 bis Ende 2016 war der bisherige Chefredakteur Uli Baur Mitherausgeber.

### Fernsehen und neue Medien
Ab 1989 war Markwort regelmäßig im Fernsehen präsent, zum Beispiel bis 2007 als Stammgast beim „Stammtisch“ von 3sat oder bis 2003 als Co-Moderator von Gerd Ruge in „NeunzehnZehn“ sowie von März 2004 bis Dezember 2007 in der 3-Sat-Sendung „bookmark“. Bei der ZDF-Suche nach dem wichtigsten Deutschen 2003 präsentierte Markwort Otto von Bismarck.
Aufsehen erregte er am 12. Juni 2005 in der Sendung „Sabine Christiansen“, als er den politisch Linken generell und seinem Nebenmann Ottmar Schreiner (SPD) im Besonderen vorwarf, ihre Wirtschaftspolitik sei „nationaler Sozialismus“. Schreiner warf Markwort daraufhin vor, mit der Aussage diffamierend auf die Bezeichnung „Nationalsozialismus“ anzuspielen.
Neben diesen Positionen leitete Markwort von Oktober 2007 bis März 2018 die Fernsehdiskussionsrunde Der Sonntags-Stammtisch im BR Fernsehen. Markwort hat im Lauf der Jahre einige Beteiligungen an Radiosendern erworben, darunter Antenne Bayern, Hit Radio FFH und Radio Gong 96.3. Im Februar 2016 beteiligte er sich an dem Technikdienstleister Uplink Network aus Düsseldorf. Für die Zeit ab Frühjahr 2011 wurde er ausgewählt als neuer Moderator der Sat.1-Talkshow Talk im Turm, was jedoch vom Bayerischen Fernsehen vereitelt wurde.
Am 8. Mai 2016 erklärte Markwort in der BR-Sendung Der Sonntags-Stammtisch: „Ich habe aus zuverlässiger Quelle gehört, dass der SPD-Vorsitzende Sigmar Gabriel zurücktreten will.“ Dieser dementierte umgehend. Markwort behauptete anschließend, er fühle sich von seinem Informanten missbraucht.
Die Deutlichkeit, mit der sich Markwort auf diese Behauptung eindeutig festgelegt hatte, brachte ihm im Internet und bei Satirikern viel Spott ein. Ganz Unrecht hatte er nicht: Dem Wochenmagazin Stern erklärte Gabriel im Januar 2017 in einem Exklusiv-Interview seinen Verzicht auf die Kanzlerkandidatur und den Parteivorsitz.

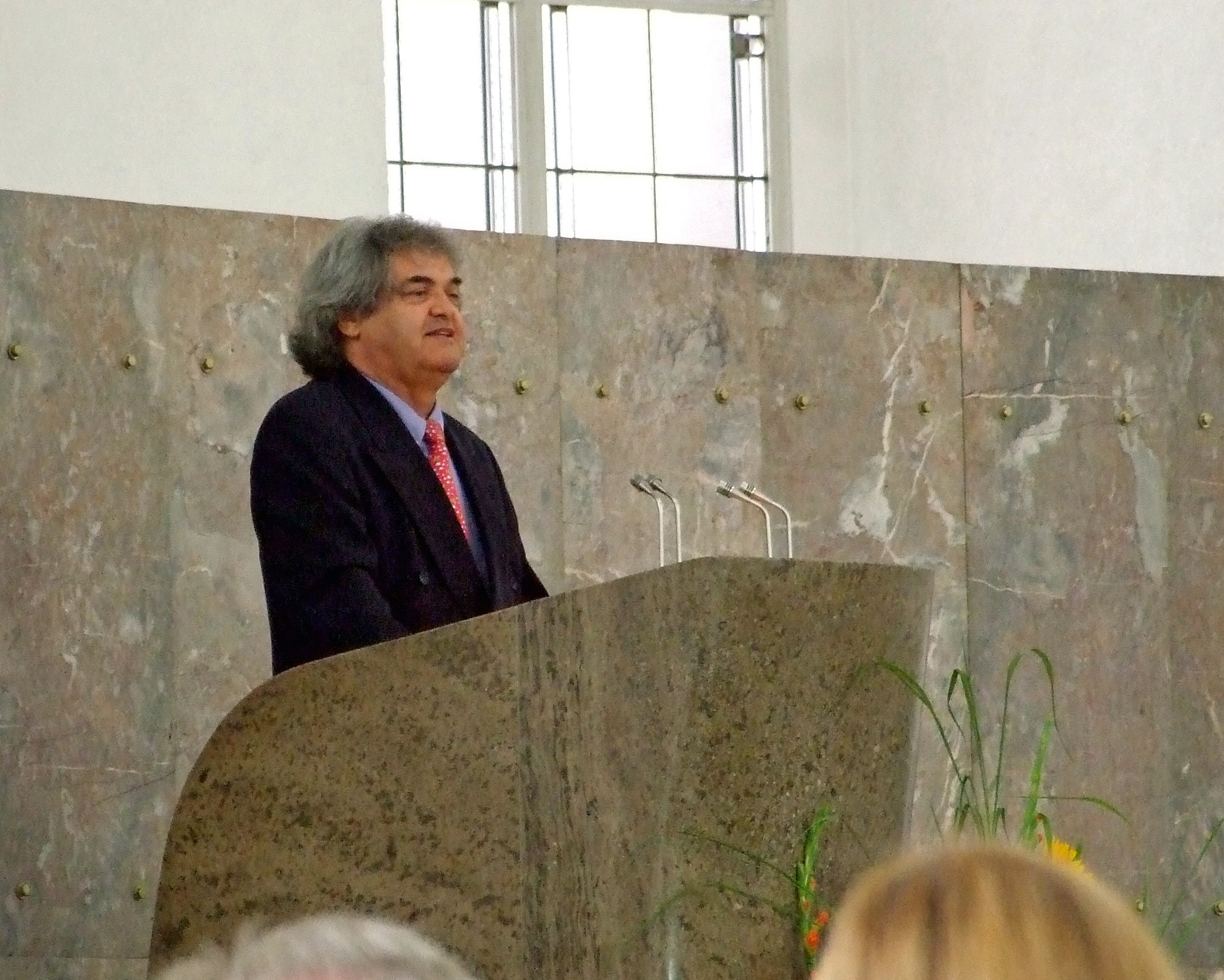
Helmut Markwort (2007)

Infolge seiner Kandidatur für den bayerischen Landtag musste Markwort die Moderation des Sonntags-Stammtisches beim Bayerischen Rundfunk im März 2018 aufgeben, da aufgrund interner BR-Dienstvorschriften die Kandidatur für ein politisches Amt mit der Moderation einer Sendung im BR nicht vereinbar ist. Seit dem 8. April 2018 hat Tilmann Schöberl übergangsweise die Moderation übernommen. Seit Januar 2019 hat der Bayerische Rundfunk mit Hans Werner Kilz einen Nachfolger für Markwort als Moderator des Sonntags-Stammtisches gefunden.
Seit Anfang 2021 betreibt Helmut Markwort das Internet-Talkshowformat Markworts Stammtisch bei Youtube.

### Politik
Markwort ist seit 1968 Mitglied der FDP
Am 12. Februar 2017 war er Mitglied der 16. Bundesversammlung zur Wahl des Bundespräsidenten als nominierter Vertreter des Landtags von Baden-Württemberg für die FDP. Im Oktober 2017 wurde Markwort für die FDP im Stimmkreis München-Bogenhausen als Listenkandidat für die Landtagswahl 2018 gewählt, auf der FDP-Liste erreichte er Platz 32. Im März 2018 wurde bekannt, dass sich Markwort für die bayerische FDP bei der Landtagswahl 2018 um ein Abgeordnetenmandat bewirbt. Im April 2018 wurde bekannt, dass er im Stimmkreis München-Land-Süd als Direktkandidat und Nachfolger von Tobias Thalhammer vorgesehen ist und auch dessen Listenplatz 16 übernimmt.
Aufgrund seines sehr guten Stimmenergebnisses rückte Markwort auf der Wahlliste Oberbayerns auf Platz zwei hoch und schaffte so den Sprung in den Bayerischen Landtag. Er eröffnete diesen als Alterspräsident am 5. November 2018.
Markwort trat bei der Landtagswahl 2023 erneut für die FDP, dieses Mal im Stimmkreis Freising, an. Mit der Wahlniederlage der FDP Bayern verlor auch Markwort sein Mandat. Zum Zeitpunkt seines Ausscheidens aus dem Landtag war Markwort der älteste Abgeordnete Deutschlands.

### Politikfinanzierung
Für die Finanzierung seines eigenen Wahlkampfes um einen Sitz im Bayerischen Landtag versteigerte der zu dem Zeitpunkt 82-jährige Markwort eine TV-Rolle in einer Serie des Bayerischen Rundfunks (BR). Dem Produzenten der Serie Hubert ohne Staller hatte Markwort gesagt, es handle sich um einen wohltätigen Zweck. Er verschwieg, dass es sich dabei um seine Wahlkampffinanzierung handelte. Markwort hätte vorgeführt, „dass man sich einen öffentlich-rechtlichen Sender zu Diensten machen kann und darf. Er hat gezeigt, dass sich ein Politiker durch den BR seinen Wahlkampf mitfinanzieren lassen kann“, sagte die Grüne Ulrike Gote, stellvertretende Landtagspräsidentin. Der BR verhinderte die entsprechende Besetzung.

### BR-Rundfunkratsmitglied

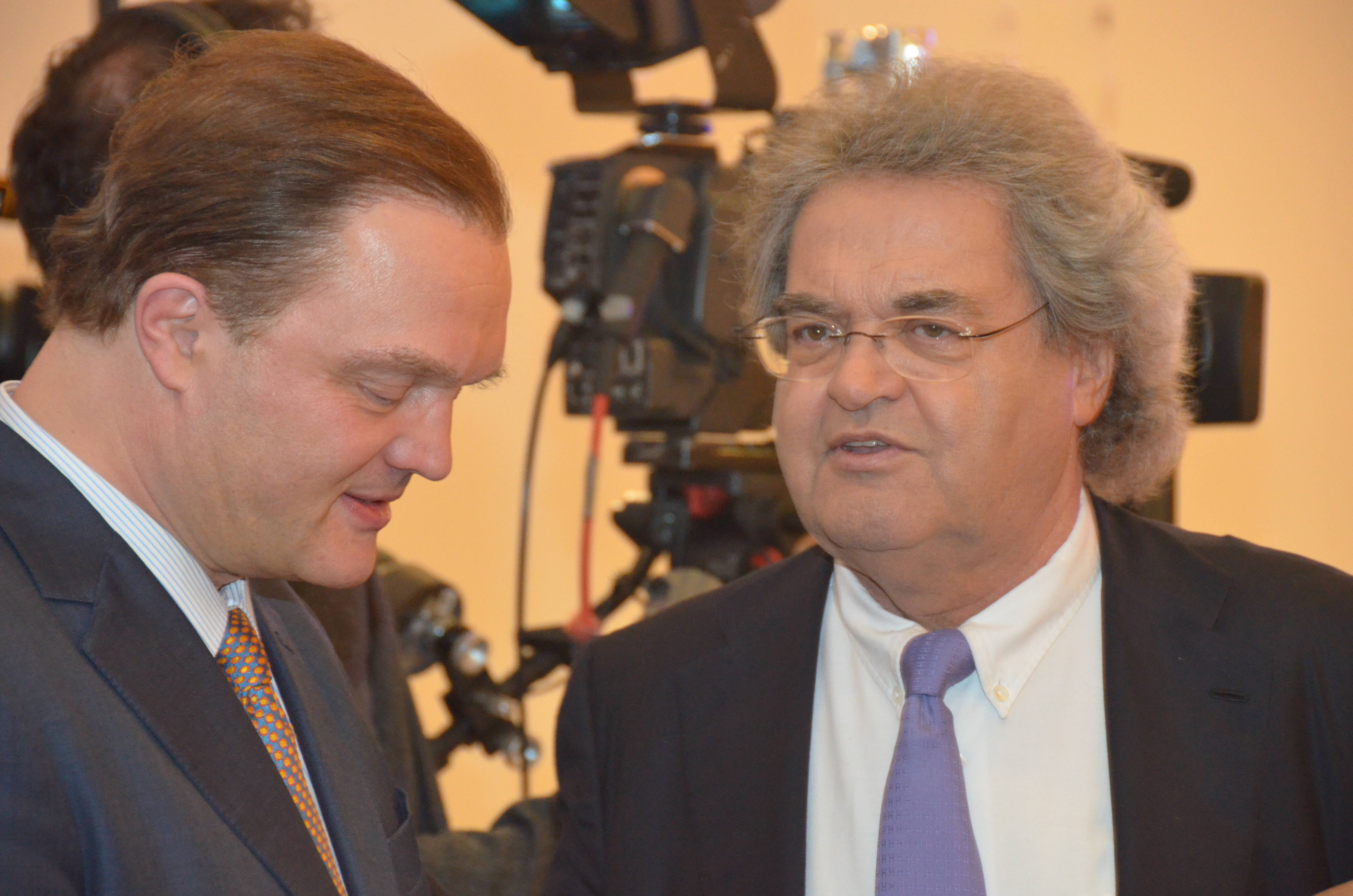
Markwort (rechts) 2013 in Hannover

Markwort ist Mitglied des Rundfunkrats des Bayerischen Rundfunks (BR). Er ist finanziell am bayerischen Privatsender Radio Gong und dem größten Hörfunksender, der privaten Antenne Bayern, beteiligt. Die Privatsender stehen in Konkurrenz zu den Programmen des BR.
Der Rundfunkratsvorsitzende Lorenz Wolf forderte in einem Schreiben an den Bayerischen Landtag diesen auf, neue Bestimmungen zu Befangenheiten und Karenzzeiten im Rundfunkgesetz zu verankern. Markwort hatte den Bayerischen Rundfunk vor seiner Entsendung immer wieder kritisiert. Nach einem juristischen Hin und Her beugte sich schließlich der Rundfunkrat des BR im Sommer 2019.

### Privates
Markwort spielt neben Tennis auch Fußball und begleitete als Aufsichtsratsmitglied des FC Bayern München dessen Mannschaft mitunter zu Spielen. Im Focus schrieb er unter dem Pseudonym Moritz Rodach über seinen Verein, ohne seinen Interessenkonflikt offenzulegen. Insoweit wies Hans Leyendecker auf die Ironie der Geschichte hin, dass 2013 ausgerechnet Markworts Focus als erstes Blatt über die Steueraffäre von Uli Hoeneß berichtete, während Markwort selbst vor allem die Verletzung des Steuergeheimnisses beklagte.
Markwort gilt als ein Freund des Schauspiels; so war er mit Günter Strack befreundet und ist mitunter im Darmstädter „Datterich“ auf der Bühne zu sehen. 2010 spielte Markwort in Freilichtaufführungen des Volkstheaters Frankfurt den „Tod“ in „Der hessische Jedermann“. und in der Aufführung des Musicals „My Fair Lady“ auf der Freilichtbühne Altusried die Rolle des „Oberst Pickering“. Hinzu kamen kleinere Rollen in Film- und Fernsehproduktionen.
Markwort ist seit 2003 Mitglied im Kuratorium der von ihm mitgegründeten Christian-Liebig-Stiftung e. V., die im Gedenken an den im Irak getöteten FOCUS-Journalisten Christian Liebig gegründet wurde und sich für mehr Bildung in Afrika einsetzt. 2007 wählte Markwort als alleiniger Preisrichter des Ludwig-Börne-Preises den „geborenen Polemiker“ Henryk Broder zum Preisträger.
Aus der Ehe mit seiner ersten Frau hat Markwort einen Sohn. Seit 1996 ist seine Lebensgefährtin Patricia Riekel; sie war Chefredakteurin der Burda-Blätter Bunte (1996–2016), InStyle (ab 1999) und der 2009 eingestellten Amica.

## Kritik
Im Juli 2025 wurde Helmut Markwort in einem Artikel des Medienmagazins Übermedien für eine Kolumne kritisiert, in der er die Gesichtszüge der SPD-Politikerin Saskia Esken interpretierte. Markwort behauptete darin, in Eskens Mimik Neid und Missgunst zu erkennen und stützte sich dabei auf die Theorien des Schweizer Theologen Johann Kaspar Lavater, die auch von den Nationalsozialisten für ihre Rassenideologie verwendet wurden. Die Kritik von Übermedien betonte, dass Markwort mit dieser Argumentation fragwürdige pseudowissenschaftliche Ansätze bediene und persönliche Diffamierung betreibe, anstatt sich inhaltlich mit politischen Positionen auseinanderzusetzen. Allerdings sah der Deutsche Presserat in der Kolumne keinen Verstoß gegen den Pressekodex.

## Filmografie

### Filme
- 1968: Engelchen oder Die Jungfrau von Bamberg
- 2003: Anatomie 2
- 2008: 1½ Ritter – Auf der Suche nach der hinreißenden Herzelinde
- 2010: So ein Schlamassel
- 2012: Dora Heldt: Kein Wort zu Papa
- 2012: Omamamia

### Fernsehsendungen
- 1989–2007: Stammtisch bei 3sat
- 1993–2003: Markwort NeunzehnZehn bei 3sat
- 2004–2007: bookmark bei 3sat
- 2007–2018: Der Sonntags-Stammtisch

## Auszeichnungen
- 1983 „Mann der Medien“
- 1993 „Mann der Medien“
- 1994 „Marketing Superstar“
- 1996 Hildegard-von-Bingen-Preis für Publizistik,
- 1996 Bayerischer Verdienstorden,
- 1996 BDS/BVMU-Mittelstandspreis
- 1999 Bundesverdienstkreuz 1. Klasse
- 2001 „Das Große Signal“ der AG Selbstständiger Unternehmer
- 2004 Capo-Circeo-Preis der Vereinigung für Italienisch-deutsche Freundschaft
- 2007: Reinhold-Maier-Medaille
- 2007: Karl-Carstens-Preisrichter
- 2012: Thomas-Dehler-Preis
- 2014: Deutscher Radiopreis